# Perfekte Gruppe
In der Mathematik bezeichnet man als perfekte Gruppen diejenigen Gruppen, die mit ihrer Kommutatorgruppe identisch sind.
Eine Gruppe {\displaystyle G} ist demnach perfekt, wenn {\displaystyle G=[G,G]} gilt, wobei {\displaystyle [G,G]} die Kommutatorgruppe bezeichnet. Früher wurden perfekte Gruppen auch als vollkommene Gruppen bezeichnet.

## Eigenschaften
Hinweis: Die hier vorgestellten Eigenschaften beziehen sich auf nicht triviale perfekte Gruppen.
Faktorgruppen perfekter Gruppen sind perfekt. Da jede kommutative Faktorgruppe die Kommutatorgruppe herausfaktorisiert, besitzen perfekte Gruppen keine nicht trivialen abelschen Faktorgruppen. Perfekte Gruppen sind also höchstgradig nicht abelsch, da die Kommutatorgruppe der kleinste Normalteiler ist, sodass die zugehörige Faktorgruppe abelsch ist. Insbesondere sind perfekte Gruppen daher nicht auflösbar und besitzen somit auch keine auflösbaren Faktorgruppen.

## Beispiele
Die alternierenden Gruppen {\displaystyle A_{n}} sind perfekt für {\displaystyle n\geq 5}, denn sie sind sogar einfach, besitzen also keine nicht-trivialen Normalteiler, und sie sind nicht abelsch, also ist die Kommutatorgruppe die gesamte Gruppe. Da die Kommutatorgruppe {\displaystyle [A_{4},A_{4}]} mit der kleinschen Vierergruppe {\displaystyle V} identisch ist, ist {\displaystyle A_{4}} nicht perfekt. Die abelsche Gruppe {\displaystyle A_{3}} ist einfach, aber nicht perfekt, denn als abelsche Gruppe besitzt sie {\displaystyle \{1\}} als Kommutatorgruppe.
Ist eine nicht-abelsche Gruppe einfach, dann ist sie auch perfekt. Denn die Kommutatorgruppe ist ein Normalteiler, der von {\displaystyle \{1\}} verschieden ist und damit die ganze Gruppe.
Die spezielle lineare Gruppe {\displaystyle SL(2,\mathbb {F} _{5})} ist perfekt, aber nicht einfach. Hier bezeichnet {\displaystyle \mathbb {F} _{5}} den Restklassenkörper modulo 5. 